# Bruna Corrà
Bruna Corrà (* 29. November 1933 in Trient) ist eine ehemalige italienische Schauspielerin.

## Leben
In der Spielsaison 1950/1951 besuchte Corrà die Accademia Nazionale d'Arte Drammatica in Rom, die sie abbrach, um für das Radio und auf der Bühne zu arbeiten. Bereits 1952 debütierte die hochgewachsene, schlanke, manchmal blonde, manchmal dunkelhaarige Darstellerin in einem der Filme um die komischen Abenteuer der „Familie Passaguai“. Danach zeigte sie ihr kaum gefordertes Talent in einigen kommerziellen und wenigen anspruchsvolleren Filmen bis 1957, wonach sie sich zurückzog. Ein einmaliges Comeback vier Jahre später blieb ohne Folgen.

## Filmografie (Auswahl)
- 1952: La famiglia Passaguai fa fortuna
- 1952: Frauenpolizei im Nachtdienst (Inganno)
- 1953: Frine, Sklavin der Liebe (Frine, cortigiana d'oriente)
- 1955: Der Tod eines Radfahrers (Muerte de un ciclista)
- 1961: Gerarchi si muore